# Ossip Kalenter
Ossip Kalenter, auch Ozzip (eigentlich Johannes Burckhardt; * 15. November 1900 in Dresden; † 14. Januar 1976 in Zürich) war ein deutscher Schriftsteller.

## Leben
Der Schriftsteller wurde in Dresden als Sohn eines Kaufmanns unter dem Namen Johannes Burckhardt geboren. 1920 veröffentlichte er seine ersten Gedichte und nahm den Künstlernamen Ossip Kalenter an, unter dem er ab dieser Zeit publizierte. Bald darauf verließ er seine Heimatstadt und lebte an wechselnden Orten. Von 1924 bis 1934 arbeitete er als freier Journalist in Italien, von 1934 bis 1939 war er in Prag als Redakteur des Prager Tagblatts tätig. Nach der Besetzung Prags floh er in die Schweiz und lebte bis zu seinem Tod in Zürich. Von 1957 bis 1967 war er Vorsitzender des P.E.N.-Zentrums deutschsprachiger Autoren im Ausland.

## Werke (Auswahl)
Lyrik
- Das gereimte Jahr. Gedichte für Kinder. Classen Verlag, Stuttgart 1953.
- Herbstliche Stanzen. Poeschel & Trepte, Leipzig 1922.
- Die Idyllen um Sylphe. Steegemann Verlag, Hannover 1922 (Die Silbergäule; 153).
- Sanatorium. Dresdner Verlag, Dresden 1922 (Das neueste Gedicht; 44).
- Der seriöse Spaziergang: Dreiunddreißig Gedichte. Verlag Kaemmerer, Dresden 1920.

Prosa
- Die Abetiner oder Glück und Glanz einer kleinen Mittelmeerstadt. Ullstein, Frankfurt/M. 1959 (Nachdr. d. Ausg. Zürich 1950).
- Ein gelungener Abend. Komische Geschichten. Classen Verlag, Stuttgart 1955.
- Das goldene Dresden. Eine Arabeske. Steegemann Verlag, Leipzig 1923 (Die Silbergäule; 152).
- Die Liebschaften der Colombina. 5 Kapitel aus dem Leben der berühmten süssen Dame nebst den Scherzen Arlecchinos und den Hörnern Pantalones. Classen Verlag, Stuttgart 1957.
- Olivenland. Italien Miniaturen. Classen Verlag, Stuttgart 1960.
- Rendez-vous um Mitternacht: Seltsame Liebesgeschichten. Classen Verlag, Stuttgart 1958.

Übersetzungen
- Léon Gozlan: Balzac intim. Erinnerungen eines Zeitgenossen („Balzac en pantouffles“). Diogenes Verlag, Zürich 2007, ISBN 978-3-257-23663-7 (Nachdr. d. Ausg. Hannover 1922).
- Curt Riess: George 9-4-3-3. Ein Spionageroman aus dem zweiten Weltkrieg („George 9-4-3-3“). Europa-Verlag, Zürich 1946.
- R. C. Sherriff: Das andere Jahr. Roman („Another Year“). Fretz & Wasmuth, Zürich 1949.
- Evelyn Waugh: Ferien von Europa. Roman („Scott Kings modern Europe“). Stiasny Verlag, Graz 1950.